# Чемпіонат націй КОНКАКАФ 1981 (кваліфікація)
15 країн КОНКАКАФ подали заявки на участь у чемпіонаті. 15 країн були розділені на 3 зони за географічною ознакою:
- Північноамериканська зона складалася з 3 країн. Команди грали кожна з кожною вдома і в гостях. Дві найкращі команди в групі виходили у фінальний турнір.
- Центральноамериканська зона складалася з 5 країн. Команди грали кожна з кожною вдома і в гостях. Дві найкращі команди в групі виходили у фінальний турнір.
- Карибська зона складалася з 7 країн, які були розділені на 2 групи — групу A з 4 команд і групи B з 3 команд. 2 команди в групі A зустрічалися в попередньому етапі у двох матчах (вдома і в гостях), переможець продовжував боротьбу в групі A. 3 команди в кожній групі грали кожна з кожною вдома і в гостях. Переможці груп виходили у фінальний турнір.

## Північноамериканська зона
| Місце | Команда | О | М | В | Н | П | ГЗ | ГП | РГ |
| ----- | ------- | - | - | - | - | - | -- | -- | -- |
| 1     | Канада  | 5 | 4 | 1 | 3 | 0 | 4  | 3  | +1 |
| 2     | Мексика | 4 | 4 | 1 | 2 | 1 | 8  | 5  | +3 |
| 3     | США     | 3 | 4 | 1 | 1 | 2 | 4  | 8  | −4 |

| 18 жовтня 1980 |

| Канада    | 1 – 1 | Мексика |
| --------- | ----- | ------- |
| Стоянович |       | Луна    |

| Торонто, Канада Арбітр: Сілес Кальдерон (Коста-Рика) |

| 25 жовтня 1980 |

| США | 0 – 0 | Канада |
| --- | ----- | ------ |
|     |       |        |

| Форт-Лодердейл, США Арбітр: Еррера Гарсія (Сальвадор) |

| 1 листопада 1980 |

| Канада       | 2 – 1 | США   |
| ------------ | ----- | ----- |
| Яруші Сегота |       | Вілья |

| Ванкувер, Канада Арбітр: Мендес Моліна (Гватемала) |

| 9 листопада 1980 |

| Мексика                               | 5 – 1 | США   |
| ------------------------------------- | ----- | ----- |
| Камачо Гонсалес Мендісабаль У. Санчес |       | Девіс |

| Мехіко, Мексика Арбітр: Вальверде Саласар (Коста-Рика) |

| 16 листопада 1980 |

| Мексика              | 1 – 1 | Канада   |
| -------------------- | ----- | -------- |
| У. Санчес 30' (пен.) |       | Грей 59' |

| Мехіко, Мексика Арбітр: Міденсе Торрес (Гондурас) |

| 23 листопада 1980 |

| США   | 2 – 1 | Мексика   |
| ----- | ----- | --------- |
| Моєрс |       | У. Санчес |

| Форт-Лодердейл, США Арбітр: Грасіас Регаладо (Гватемала) |

 Канада і  Мексика кваліфікувались у фінальний турнір.

## Центральноамериканська зона
| Місце | Команда    | О  | М | В | Н | П | ГЗ | ГП | РГ  |
| ----- | ---------- | -- | - | - | - | - | -- | -- | --- |
| 1     | Гондурас   | 12 | 8 | 5 | 2 | 1 | 15 | 5  | +10 |
| 2     | Сальвадор  | 12 | 8 | 5 | 2 | 1 | 12 | 5  | +7  |
| 3     | Гватемала  | 9  | 8 | 3 | 3 | 2 | 10 | 2  | +8  |
| 4     | Коста-Рика | 6  | 8 | 1 | 4 | 3 | 6  | 10 | −4  |
| 5     | Панама     | 1  | 8 | 0 | 1 | 7 | 3  | 24 | −21 |

| 2 липня 1980 |

| Панама | 0 – 2 | Гватемала      |
| ------ | ----- | -------------- |
|        |       | Гомес Мітрович |

| Панама, Панама Арбітр: Еванс (США) |

| 30 липня 1980 |

| Панама | 0 – 2 | Гондурас                 |
| ------ | ----- | ------------------------ |
|        |       | Бернардес 14' Костлі 85' |

| Панама, Панама Арбітр: Тромп (Нідерландські Антильські острови) |

| 10 серпня 1980 |

| Панама   | 1 – 1 | Коста-Рика |
| -------- | ----- | ---------- |
| Монтілья |       | Аррайо     |

| Панама, Панама Арбітр: Геде (Суринам) |

| 24 серпня 1980 |

| Панама | 1 – 3 | Сальвадор              |
| ------ | ----- | ---------------------- |
| Пасхал |       | М. Гонсалес Уесо Рівас |

| Панама, Панама Арбітр: Гойт (Барбадос) |

| 1 жовтня 1980 |

| Коста-Рика | 2 – 3 | Гондурас              |
| ---------- | ----- | --------------------- |
| В. Хіменес |       | Бейлі Бернардес Міллз |

| Сан-Хосе, Коста-Рика Арбітр: Супліотіс (Канада) |

| 5 жовтня 1980 |

| Сальвадор         | 4 – 1 | Панама   |
| ----------------- | ----- | -------- |
| М. Гонсалес Рівас |       | Мендьєта |

| Сан-Сальвадор, Сальвадор Арбітр: Вінсманн (Канада) |

| 12 жовтня 1980 |

| Гватемала | 0 – 0 | Коста-Рика |
| --------- | ----- | ---------- |
|           |       |            |

| Гватемала, Гватемала Арбітр: Нарваес Ескобар (Мексика) |

| 26 жовтня 1980 |

| Гондурас | 0 – 0 | Гватемала |
| -------- | ----- | --------- |
|          |       |           |

| Тегусігальпа, Гондурас Арбітр: Марко Дорантс Гарсія (Мексика) |

| 26 жовтня 1980 |

| Сальвадор | 2 – 0 (т/п) | Коста-Рика  |
| --------- | ----------- | ----------- |
|           |             | відмовились |

| Сан-Сальвадор, Сальвадор |

| 5 листопада 1980 |

| Коста-Рика           | 2 – 0 | Панама |
| -------------------- | ----- | ------ |
| Фернандес В. Хіменес |       |        |

| Сан-Хосе, Коста-Рика Арбітр: Мальйо (Канада) |

| 9 листопада 1980 |

| Гватемала | 0 – 0 | Сальвадор |
| --------- | ----- | --------- |
|           |       |           |

| Гватемала, Гватемала Арбітр: Соча (США) |

| 16 листопада 1980 |

| Гватемала                      | 5 – 0 | Панама |
| ------------------------------ | ----- | ------ |
| Мітрович ГОмес Пеннант Веллман |       |        |

| Гватемала, Гватемала Арбітр: Джонсон (Канада) |

| 16 листопада 1980 |

| Гондурас | 1 – 1 | Коста-Рика |
| -------- | ----- | ---------- |
| Веласкес |       | Морера     |

| Тегусігальпа, Гондурас Арбітр: Соча (США) |

| 23 листопада 1980 |

| Сальвадор           | 2 – 1 | Гондурас |
| ------------------- | ----- | -------- |
| М. Гонсалес Гурреро |       | Фігероа  |

| Сан-Сальвадор, Сальвадор Арбітр: Фуско (Канада) |

| 26 листопада 1980 |

| Коста-Рика | 0 – 3 | Гватемала             |
| ---------- | ----- | --------------------- |
|            |       | Gómez Pennant Sánchez |

| Сан-Хосе, Коста-Рика Арбітр: Матос (Канада) |

| 30 листопада 1980 |

| Гондурас | 2 – 0 | Сальвадор |
| -------- | ----- | --------- |
| Байлі    |       |           |

| Тегусігальпа, Гондурас Арбітр: Евангеліста (Канада) |

| 7 грудня 1980 |

| Гватемала | 0 – 1 | Гондурас |
| --------- | ----- | -------- |
|           |       | Bailey   |

| Гватемала, Гватемала Арбітр: Кібрітьян (США) |

| 10 грудня 1980 |

| Коста-Рика | 0 – 0 | Сальвадор |
| ---------- | ----- | --------- |
|            |       |           |

| Сан-Хосе, Коста-Рика Арбітр: Рубіо Васкес (Мексика) |

| 14 грудня 1980 |

| Гондурас          | 5 – 0 | Панама |
| ----------------- | ----- | ------ |
| Бернардес Фігероа |       |        |

| Тегусігальпа, Гондурас Арбітр: Мендоса Гільєн (Mexico) |

| 21 грудня 1980 |

| Сальвадор | 1 – 0 | Гватемала |
| --------- | ----- | --------- |
| Уесо      |       |           |

| Сан-Сальвадор, Сальвадор Арбітр: Д'Іпполіто (United States) |

 Гондурас і  Сальвадор кваліфікувались у фінальний турнір.

## Карибська зона

### Попередній етап
| 30 березня 1980 |

| Гаяна                             | 5 – 2 | Гренада       |
| --------------------------------- | ----- | ------------- |
| Вотсон Форде Кентербері Брейтвейт |       | Жульєн Белфон |

| Джорджтаун, Гаяна Арбітр: Рохель Рівера (Сальвадор) |

| 13 квітня 1980 |

| Гренада         | 2 – 3 | Гаяна             |
| --------------- | ----- | ----------------- |
| Херубін Мітчелл |       | Вотсон Кентербері |

| Сент-Джорджес, Гренада Арбітр: Хуан Рамон Моллінеро (Гватемала) |

 Гаяна перемогла за сумою двох матчів з рахунком 8:4 і вийшла до Групи A.

### Група A
| Місце | Команда | О | М | В | Н | П | ГЗ | ГП | РГ |
| ----- | ------- | - | - | - | - | - | -- | -- | -- |
| 1     | Куба    | 7 | 4 | 3 | 1 | 0 | 7  | 0  | +7 |
| 2     | Суринам | 5 | 4 | 2 | 1 | 1 | 5  | 3  | +2 |
| 3     | Гаяна   | 0 | 4 | 0 | 0 | 4 | 0  | 9  | −9 |

| 17 серпня 1980 |

| Куба             | 3 – 0 | Суринам |
| ---------------- | ----- | ------- |
| Дельгадо Перейра |       |         |

| Гавана, Куба Арбітр: Маркес Рамірес (Мексика) |

| 7 вересня 1980 |

| Суринам | 0 – 0 | Куба |
| ------- | ----- | ---- |
|         |       |      |

| Парамарибо, Суринам Арбітр: Тромп (Нідерландські Антильські острови) |

| 28 вересня 1980 |

| Гаяна | 0 – 1 | Суринам |
| ----- | ----- | ------- |
|       |       | Стюарт  |

| Джорджтаун, Гаяна Арбітр: Вудінг (Тринідад і Тобаго) |

| 12 жовтня 1980 |

| Суринам                | 4 – 0 | Гаяна |
| ---------------------- | ----- | ----- |
| Лісберген Джордж Калор |       |       |

| Парамарибо, Суринам Арбітр: Де Бур (Нідерландські Антильські острови) |

| 9 листопада 1980 |

| Куба     | 1 – 0 | Гаяна |
| -------- | ----- | ----- |
| Ернандес |       |       |

| Гавана, Куба Арбітр: Тейлор (Ямайка) |

| 30 листопада 1980 |

| Гаяна | 0 – 3 | Куба                     |
| ----- | ----- | ------------------------ |
|       |       | Ернандес Еспіноса Ролдан |

| Лінден, Гаяна Арбітр: Геде (Суринам) |

 Куба кваліфікувалась у фінальний турнір.

### Група B
| Місце | Команда                          | О | М | В | Н | П | ГЗ | ГП | РГ |
| ----- | -------------------------------- | - | - | - | - | - | -- | -- | -- |
| 1     | Гаїті                            | 5 | 4 | 2 | 1 | 1 | 4  | 2  | +2 |
| 2     | Тринідад і Тобаго                | 4 | 4 | 1 | 2 | 1 | 1  | 2  | −1 |
| 3     | Нідерландські Антильські острови | 3 | 4 | 0 | 3 | 1 | 1  | 2  | −1 |

| 1 серпня 1980 |

| Гаїті        | 2 – 0 | Тринідад і Тобаго |
| ------------ | ----- | ----------------- |
| Кріспен Бобо |       |                   |

| Порт-о-Пренс, Гаїті Арбітр: Перес Гевара (Мексика) |

| 17 серпня 1980 |

| Тринідад і Тобаго | 1 – 0 | Гаїті |
| ----------------- | ----- | ----- |
| Спенн пен.'       |       |       |

| Сан-Фернандо, Тринідад і Тобаго Арбітр: Монхе Солано (Коста-Рика) |

| 12 вересня 1980 |

| Гаїті  | 1 – 0 | Нідерландські Антильські острови |
| ------ | ----- | -------------------------------- |
| Бревен |       |                                  |

| Порт-о-Пренс, Гаїті Арбітр: Тейлор (Ямайка) |

| 9 листопада 1980 |

| Тринідад і Тобаго | 0 – 0 | Нідерландські Антильські острови |
| ----------------- | ----- | -------------------------------- |
|                   |       |                                  |

| Порт-оф-Спейн, Тринідад і Тобаго Арбітр: Гойт (Барбадос) |

| 29 листопада 1980 |

| Нідерландські Антильські острови | 0 – 0 | Тринідад і Тобаго |
| -------------------------------- | ----- | ----------------- |
|                                  |       |                   |

| Віллемстад, Нідерландські Антильські острови Арбітр: Краненбург (Суринам) |

| 12 грудня 1980 |

| Нідерландські Антильські острови | 1 – 1 | Гаїті   |
| -------------------------------- | ----- | ------- |
| Квідама                          |       | Кріспен |

| Віллемстад, Нідерландські Антильські острови Арбітр: Де ла Мора Сілва (Мексика) |

 Гаїті кваліфікувались у фінальний турнір.